# 갈색나무타기캥거루
갈색나무타기캥거루(Dendrolagus inustus)는 캥거루과에 속하는 유대류의 일종이다. 뉴기니섬 북부와 서부 지역의 구릉 지대 숲에서 발견된다. 또한 일부는 연안 섬에도 서식하는 것으로 알려져 있다.

## 특징
갈색나무타기캥거루는 몸길이 75~90cm까지 자라고, 수컷이 암컷보다 상당히 크다. 육상캥거루를 닮았으며, 몸무게는 약 8kg부터 15kg까지 다양하다. 머리는 작고, 납작한 주둥이를 갖고 있으며 팔은 나무에 오를 수 있도록 힘이 세며, 뒷다리는 길고 발은 나무 위 생활에 적합하도록 크다. 발가락에는 강한 발톱이 나 있고, 대개 네 번째 발가락이 가장 크다. 꼬리는 원기둥 형태의 붓꼬리 모양으로 꼬리의 궁둥이 부분은 보통 털이 없어서 나무를 오를 때 몸을 지지하곤 한다. 짙은 회색과 짙은 갈색 사이의 색을 띠며, 배 아래 쪽으로 연해 진다. 귀는 검고 발가락과 꼬리는 어두운 편이다.

## 분포 및 서식지
갈색나무타기캥거루는 뉴기니섬의 북부와 서부 지역의 열대 우림에서 발견되며, 해발 고도 최대 1,400m까지의 높이에서 서식한다. 분포 지역은 포자산맥과 도베라이반도를 포함하며, 육지에서 떨어진 연안의 야펜, 와이게오, 미솔섬에서도 발견되고 바탄따에서도 사는 것으로 추정하고 있다. 일차림과 이차림 모두에서 서식한다.